# Туфобрекчія

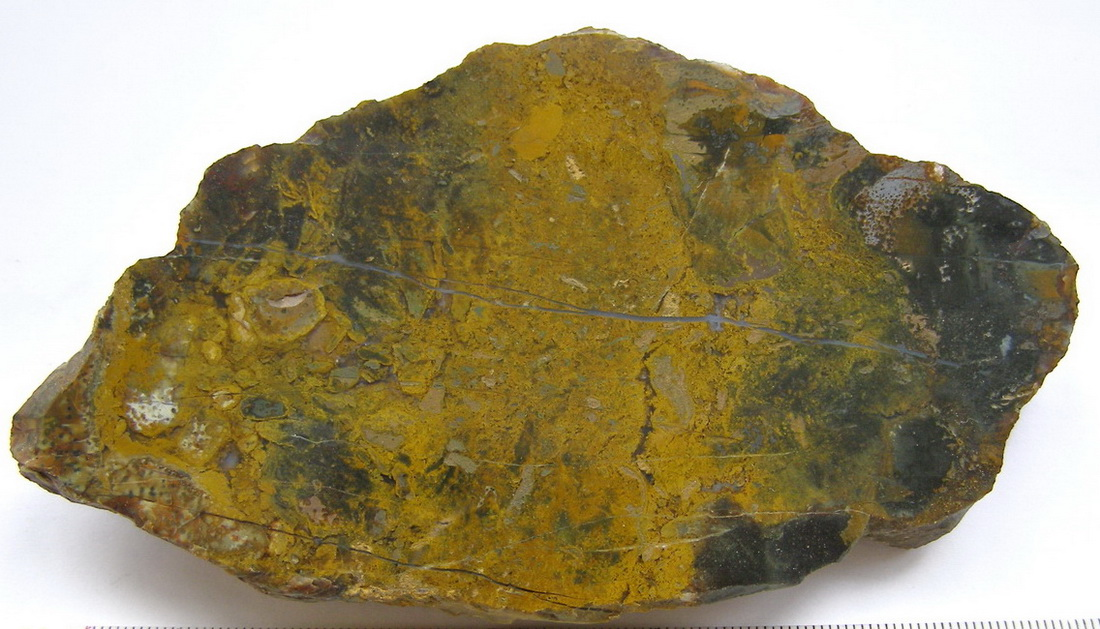
Яшмовидна туфобрекчія. Україна, Крим, Кара-Даг, 2008 р.

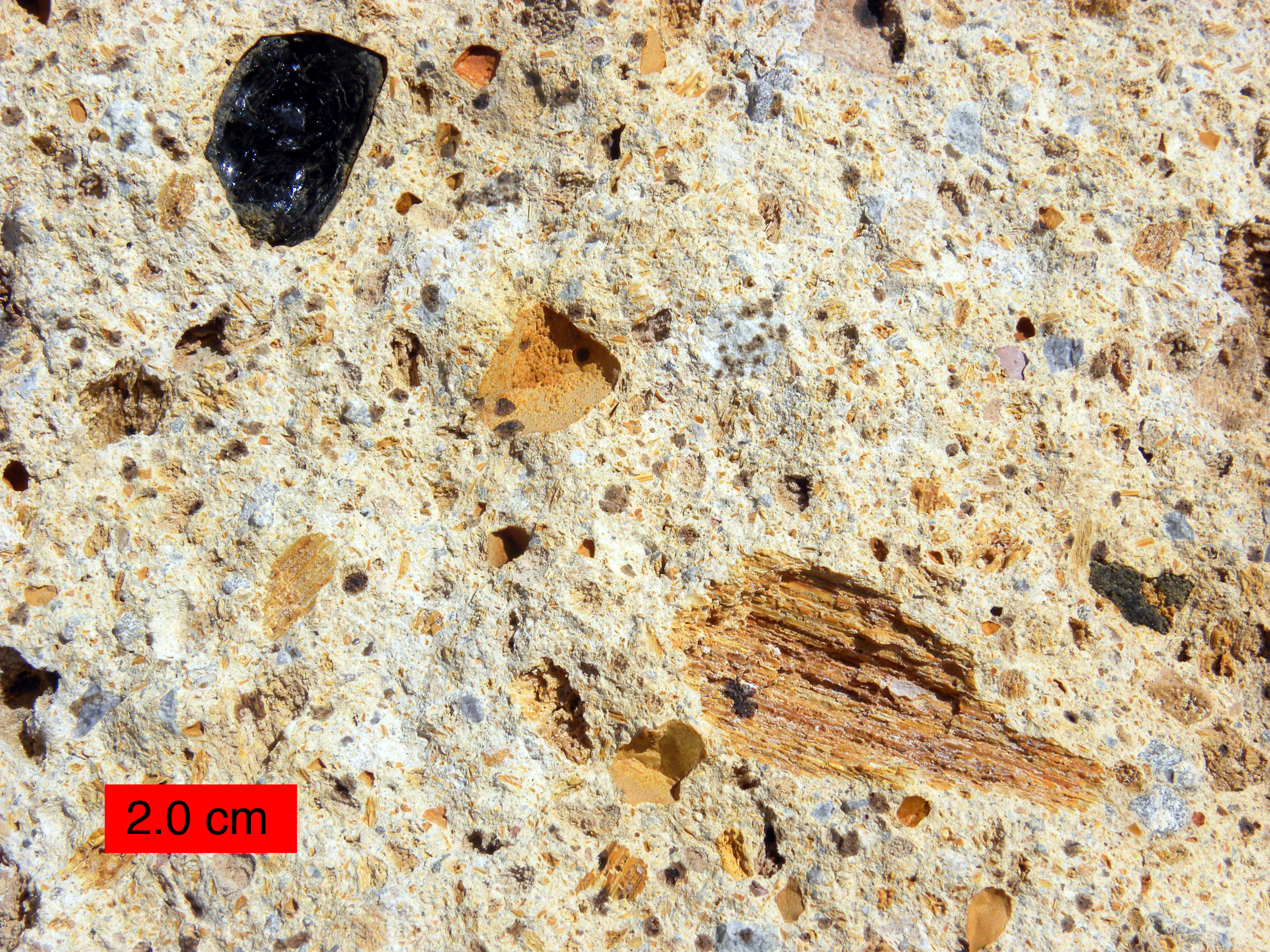
Вулканічний туф з Каліфорнії, датований 18,5 млн років.

Туфобрекчія (рос. туфобрекчия, англ. tuff-breccia, нім. Tuffbrekzie f, Brekzientuff m) — ущільнена гірська порода, що складається з різних за розміром кутастих, рідше — слабкообкатаних уламків ефузивних гірських порід, зцементованих вулканічним попелом. Т. утворюють потужні шари, які входять до складу вулканогенних товщ. Походження Т. не завжди ясне; у ряді випадків це відклади грязьових потоків — лахарів, які супроводжують вулканічне виверження. Використовуються як буд. матеріал.